# The Miami Showband
The Miami Showband est un groupe irlandais de pop.
Les membres du groupe Fran O'Toole, Tony Geraghty et Brian McCoy furent tués en 1975 pendant le conflit nord-irlandais en revenant d'un spectacle dans le comté de Down, en Irlande du Nord, vers la république d'Irlande.
Créé en 1962, le groupe se reforme en 1976 puis se dissout en 1982, se réunissant occasionnellement plus tard. Le Miami Showband donne son dernier concert en 2015.

## Histoire
Le groupe est créé à Dublin en 1962 par l'impresario Tom Doherty. Il reprend le groupe qu'il a créé, le Downbeats Quartet, composé de Joe Tyrell (piano), Tony Bogan (batterie), Clem Quinn (guitare) et Martin Phelan (saxophone), et les complète avec le chanteur Jimmy Harte qui est alors membre du groupe The Ambassadors Showband à Dublin, le trompettiste Tommy O'Rourke, le tromboniste et chanteur Murty Quinn et le bassiste Denis Murray. Le premier engagement du groupe a lieu au Palm Beach Ballroom à Portmarnock, et comme la ville de Palm Beach en Floride est proche de Miami, ils se nomment le Miami Showband. Ils deviennent l'un des meilleurs showbands du pays. Pour des raisons familiales, et pour terminer ses études au début de 1963, Jimmy part, et un remplaçant, Dickie Rock (à l'époque, membre d'un autre groupe, les Melochords) est trouvé. En décembre 1963, les Miami sortent son premier single, une reprise d'une chanson d'un album d'Elvis Presley There Always Me, qui atteint le numéro un des charts irlandais. Ils ont quatre autres succès numéro un au cours des deux années suivantes : I'm Yours et From the Candy Store on the Corner (1964), et Every Step of the Way et Wishing It Was You (1965).
Dickie Rock remporte la sélection de l'Irlande au Concours Eurovision de la chanson 1966 et interprète Come Back to Stay.
En 1967, quatre membres du groupe (Murty Quinn, Tommy O'Rourke, Denis Murray et Martin Phelan) se retirent pour former leur propre groupe, The Sands. Ils sont remplacés par l'auteur-compositeur et chanteur Fran O'Toole, Paul Ashford, Pat McCarthy, Des Lee (nom de scène de Des McAlea) et Brian McCoy. Le dernier numéro un du groupe est Simon Says (une version de la chanson de 1910 Fruitgum Company) en 1968. McCarthy et Tony Bogan partent plus tard et sont remplacés par Danny Ellis et Martin Brannigan. Le groupe sort un album, The Wind Will Change Tomorrow, en 1970, et au début des années 1970, a une résidence à Las Vegas et se produit au Carnegie Hall.
Populaire auprès des catholiques et des protestants, le Miami Showband joue régulièrement devant le public des deux côtés de la frontière irlandaise tout au long des troubles et a pour surnom les "Irish Beatles".
En 1972, le groupe connaît un autre changement majeur, lorsque Dickie Rock part pour avoir son propre groupe. Il est d'abord remplacé dans le Miami Showband d'abord par les frères Frankie et Johnny Simon puis, brièvement, par Billy Mac (nom de scène de Billy MacDonald). À la suite du limogeage de Mick Roche (le remplaçant de Billy Mac) en 1974, Fran O'Toole dirige le groupe, le groupe est souvent présenté comme "Fran O'Toole and the Miami". L'album Miami Country sort en 1973. Les changements de membres se poursuivent et, en 1975, le dernier membre restant de la formation originale, Clem Quinn, part. Le groupe comprend alors Des Lee, Brian McCoy, Tony Geraghty, Fran O'Toole, Steve Travers et Ray Millar. Quatre membres du groupe sont originaires d'Irlande du Nord, deux sont catholiques et deux protestants.
Le 30 juillet 1975, le Miami Showband donne un concert au Castle Ballroom à Banbridge, dans le comté de Down, en Irlande du Nord. Le groupe donne un concert pour environ 450 personnes. Alors que le batteur Ray Millar parte passer la soirée avec ses parents à Antrim, les cinq autres membres du groupe voyagent vers le sud en minibus pour retourner à Dublin.

## Massacre
Vers 2 h 30 le 31 juillet 1975, le groupe est arrêté à un faux point de contrôle militaire par des hommes armés vêtus de l'uniforme de l'armée britannique dans la ville de Buskhill, à l'extérieur de Newry. Tous reçoivent l'ordre de sortir du véhicule et de s'aligner au bord de la route, face au véhicule, les mains sur la tête, alors que des individus qu'ils croient d'abord être des membres du régiment de Défense de l'Ulster fouillent leur camionnette à la recherche d'explosifs ou d'armes. Afin de détendre l'ambiance, l'un de ces individus demande en plaisantant aux membres du groupe : « Lequel d'entre vous est Dickie Rock ? » En entendant cela, l'un des membres du groupe protestant, Brian McCoy, pousse du coude le bassiste Stephen Travers, le rassurant et croyant que les individus sont des membres de l'armée britannique.
À l'insu des membres du groupe, les individus sont en fait membres d'un groupe paramilitaire loyaliste, l'Ulster Volunteer Force (UVF). Deux hommes armés, Harris Boyle et Wesley Somerville, tentent de cacher une bombe à retardement dans le minibus, avec l'intention de faire exploser l'appareil lorsque le groupe atteindra la république d'Irlande. Cependant, l'appareil explose prématurément, tuant à la fois Boyle et Somerville et jetant le saxophoniste du groupe, Des Lee, dans un fossé. Les hommes armés restants ouvrent ensuite le feu sur les membres du groupe, tuant O'Toole (29 ans), McCoy (32 ans) et Geraghty (24 ans) et blessant Travers. Lee échappe à toute autre blessure en feignant la mort.
Deux soldats en service du régiment de défense de l'Ulster et un ancien soldat de l'UDR seront reconnus coupables des meurtres et condamnés à perpétuité.

## Reformation

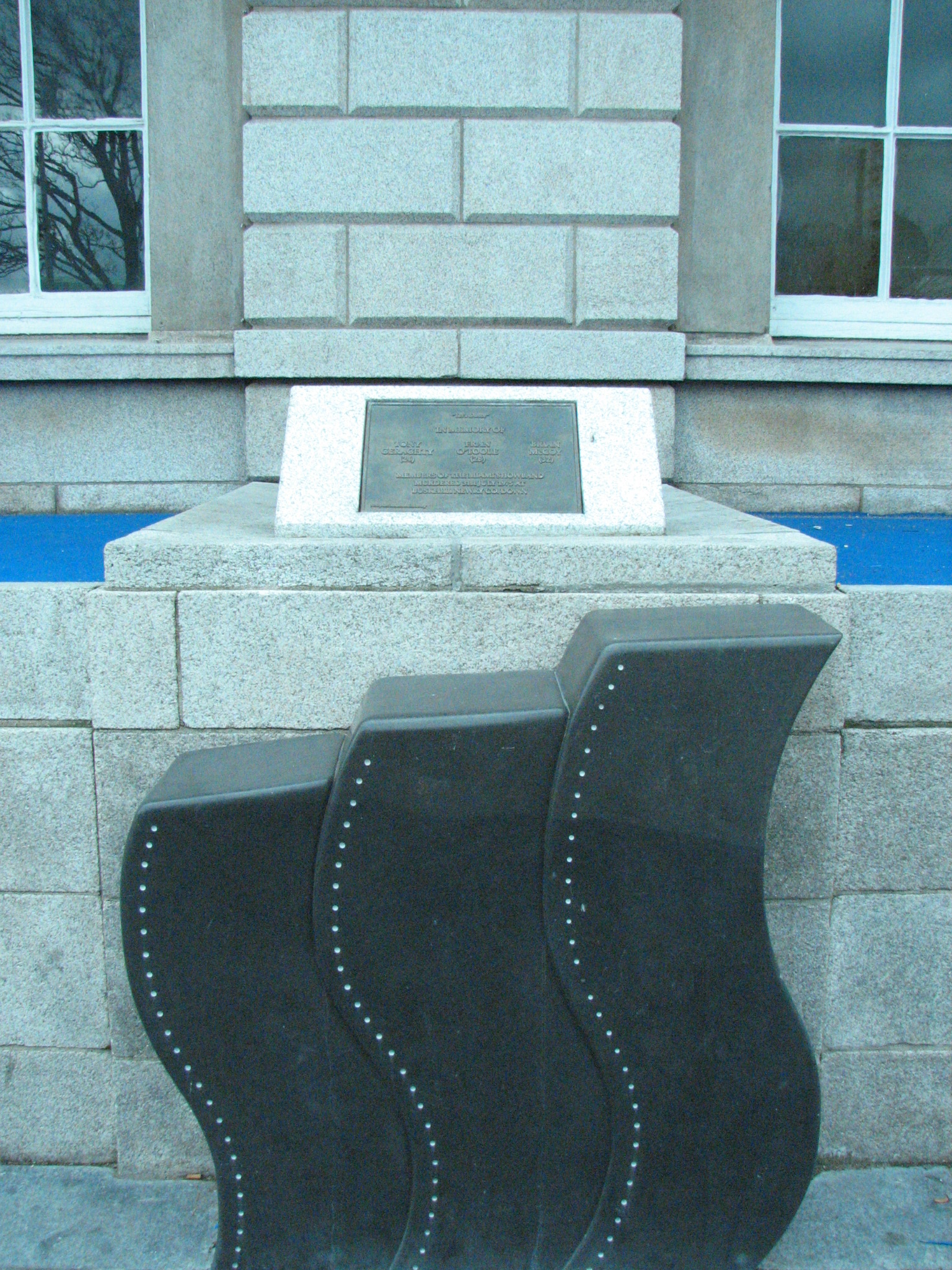
Mémorial du Miami showband

L'année suivant les meurtres, le Miami Showband se reforme et continue à se produire. Des Lee dirige le groupe jusqu'à son départ en 1978, avant de déménager en Afrique du Sud. Le groupe est dirigé par Charlie Chapman, présent à la finale de sélection de l'Irlande au Concours Eurovision de la chanson 1979 et actif jusqu'en 1982. Ils se séparent, leur manager formé un nouveau groupe, The New Miami, dirigé par Caroline Allen. Un autre nouveau groupe utilisant le nom de Miami est formé en 1996, avec Gerry Brown, frère de la chanteuse Dana.
En août 2005, Lee, Travers et Millar se réunissent sur scène lors d'un concert commémoratif du Miami Showband à Dublin. À la suite de cela, une tournée est organisée en 2008 avec le trio complété par Gerry Brown, Johnny Fean (anciennement du groupe Horslips) et Barry Woods.
Le Miami Showband donne son dernier concert le 21 août 2015. Le lieu de ce concert est à Banbridge, près de la Castle Ballroom, où le groupe avait joué la veille de l'embuscade de l'UVF.
Un monument à Parnell Square North, Dublin, dédié aux membres décédés du Miami Showband, est inauguré lors d'une cérémonie le 10 décembre 2007 en présence de Lee et Travers.
Tom Doherty décède le 21 avril 2009. Les anciens membres du groupe Martin Phelan et Paul Ashford (nés en 1950 à Bray, comté de Wicklow) meurent respectivement en 2010 et 2011.
Un timbre est émis le 22 septembre 2010 par An Post commémorant le Miami Showband. Il fait partie d'une série de quatre timbres émis en Irlande pour célébrer la scène musicale irlandaise des années 1950 aux années 1970. Le timbre de 55 cents est conçu avec une photographie publicitaire de 1967 du groupe, dirigé par Dickie Rock. Deux des membres du groupe tués dans le massacre de Bushkill, Fran O'Toole et Brian McCoy, sont également présents.

## Héritage
Le groupe de musique "No Terror in the bang" a été formé en 2019. Le groupe mélange le métal et la musique cinématographique. Ils ont réalisé plusieurs concerts, dont des apparitions mémorables au festival Le Chien à Plumes, au festival Rock in Évreux et au festival Chauffer dans la Noirceur. En 2023, le groupe a été lauréat du FAIR. Le groupe annonce un nouvel album pour janvier 2024 sur le label Klonosphere